# Sinecura
La sinecura  era un beneficio ecclesiastico senza obbligo di uffizi e funzioni (senza "cura delle anime"), come invece toccava ai curati, cioè ai titolari di benefici ecclesiastici (detti appunto "curazie") con annesso il ministero pastorale. La parola, di derivazione latina, è originata nella Chiesa medioevale. L'uso successivamente si è esteso a designare un ufficio e/o un'occupazione in generale (non solamente quelli ecclesiastici) ben remunerati ma che richiedevano un impegno ridotto o addirittura nessun impegno.

## Storia
Quando qualcuno percepiva i benefici economici spettanti all'abate di un monastero senza doverne assumere i relativi oneri spirituali, si usava l'espressione in commendam, e il beneficiario era detto commendatario.
La sinecura era di solito concessa in favore dei rampolli dell'aristocrazia di sangue, che, dispensati dai compiti di rito, dalla cura delle anime e dall'assistenza ai fedeli, venivano nominati vescovi di diocesi quasi fossero feudatari del re o del Papa. Tra gli esempi di sinecura va segnalato quello degli Italian absentees, cioè dei vescovi italiani che pur assenti e impegnati in altri incarichi fuori dell'Inghilterra, vennero nominati al vertice di alcune diocesi inglesi; in particolare si ricorda il caso dell'antica diocesi di Worcester, retta da vescovi italiani assenti fra il 1497 e il 1535: Giovanni de' Gigli fino al 1498, suo nipote Silvestro fino al 1521 e, infine, Girolamo Ghinucci fino al 1535, quando fu sollevato dall'incarico in seguito allo scisma anglicano.
In certe epoche, in particolare nel XVII secolo in Francia, il potere regale attribuiva sinecure ai suoi protetti, in modo da ottenere la loro simpatia e soffocare qualsiasi tentativo di contestare il potere, riducendo i signori a dipendere economicamente da esse, in modo da non potere più essere in grado di mordere la mano che li alimentava.

## Metonimia
Attualmente in alcune nazioni, come ad esempio il Regno Unito e il Canada, le sinecure hanno carattere ufficiale onorifico e, in quanto tali, sono concesse a ex-politici legati al governo che di volta in volta le elargisce.
Estensivamente, oggi il termine designa tutti quegli incarichi poco faticosi e di poca responsabilità che però garantiscono un elevato tenore di vita.